# Tere Recarens
Tere Recarens (Arbucias, Gerona, 1967) es una artista española que vive y trabaja en Berlín. Empezó a exponer sus trabajos durante la década de los años 1990. Trabajó como profesora invitada a la Ecole supérieure de Annecy, en Francia. Hay obra suya en el MACBA de Barcelona,  entre muchas otras colecciones privadas y públicas.

## Biografía
Su trabajo se desarrolla a lo largo de un camino exploratorio. Empieza sumergiéndose en culturas y lenguas que le son desconocidas, antes de devolver a la comunidad una pieza de arte efímera que invita al espectador a formar parte de ella. La diversión, el enfado y otras manifestaciones emocionales son esenciales en sus propuestas.
Incluye desde la práctica del dibujo diario o dibujos de lo inimaginable hasta la realización de acciones físicas, que suponen retos y ejercicios de integración con cada sitio y con la lengua. Los encuentros que suceden durante cada proyecto afectan a su trabajo y se van modificando para difuminar la vida y el arte. En la obra efímera "Terremoto", el público debe caminar con cuidado para que no caigan los cristales que le rodea y el espacio se modifique. Sin el visitante, la obra no está completa.
En 2004, cuando fue invitada por Ferran Barenblit para una exposición individual en el Centro de Arte Santa Mónica de Barcelona, creó dos inmensas cápsulas de tiempo que debían abrirse diez años más tarde. Tan solo aclaró que el contenido de una debía mejorar, mientras que el de la otra debía empeorar. Una metáfora del paso del tiempo y de la fragilidad de la vida humana.
La acción en grupo "El río sigue su curso" extendiéndose en el tiempo mientras caminaba con kurdos, turcos y europeos; artistas, músicos, críticos, gráficos, cineastas, cazadores, más la gente que se iba uniendo, a lo largo de dos ríos amenazados por la construcción de varias presas en el Kurdistán turco.
Del dibujo a la narración. Una de sus últimas piezas es una alfombra de cartón que invita a todas las presentes a reunirse. "Baharestan carpet" es una alfombra iraní y está destinada a exhibirse mostrando las distintas etapas de desarrollo.

## Obras
En 1996, colocó su cámara en el patio de un edificio y bajó todas las escaleras en 15 segundos, el tiempo que tardó la cámara en estar en posición automática para tomar la foto ‘J’ai réussi’, dando como resultado el trabajo que logró (4). En 1996, el Centro de Arte La Capella de Barcelona presenta la exposición "Terremoto".  El visitante era invitado a pasear por la sala moviéndose entre estanterías metálicas presentando diferentes colecciones de botes, vasos, platos, platos, recipientes y cuencos, destruidos por el movimiento del espectador en un suelo inestable en expresión de libertad (5).
En 2008, Tere Recarens irá a Malí, para descubrir el significado de la palabra "Tere" en bamanankan, intercambiará trozos de tela cortados de los habitantes de Bamako para confeccionar ropa, que luego será cambiada por telas usadas que les pertenecen. Tere Recarens luego ensambló estas telas (6). Entre 2009 y 2010 Tere Recarens produjo la obra "El río sigue su curso". Acompañada de la cineasta Özay Sahin, organizan dos viajes de trekking a Turquía (7). Marcha con un caballo llamado "Amigo" y un carro sobre la que cuelga una cubierta que sirve de estandarte para explicar su acción. Se trata de recorrer los ríos Pülümur y Munzur para protestar contra las centrales hidroeléctricas que Turquía amenaza con construir en la región kurda donde habitan los Alevís (8).
“Baharestan Carpet”, creada en 2017-2018, es una alfombra de cartón. “Baharestan”, puede traducirse como “lugar de la primavera”, y es también el nombre más utilizado en Teherán para designar la legendaria alfombra que adornaba el palacio de Ctesifonte (4). Su diseño representa un jardín dividido en cuatro partes en torno a cuatro temas: la literatura persa, la mitología, la historia política de Irán y el lugar de la mujer (4).

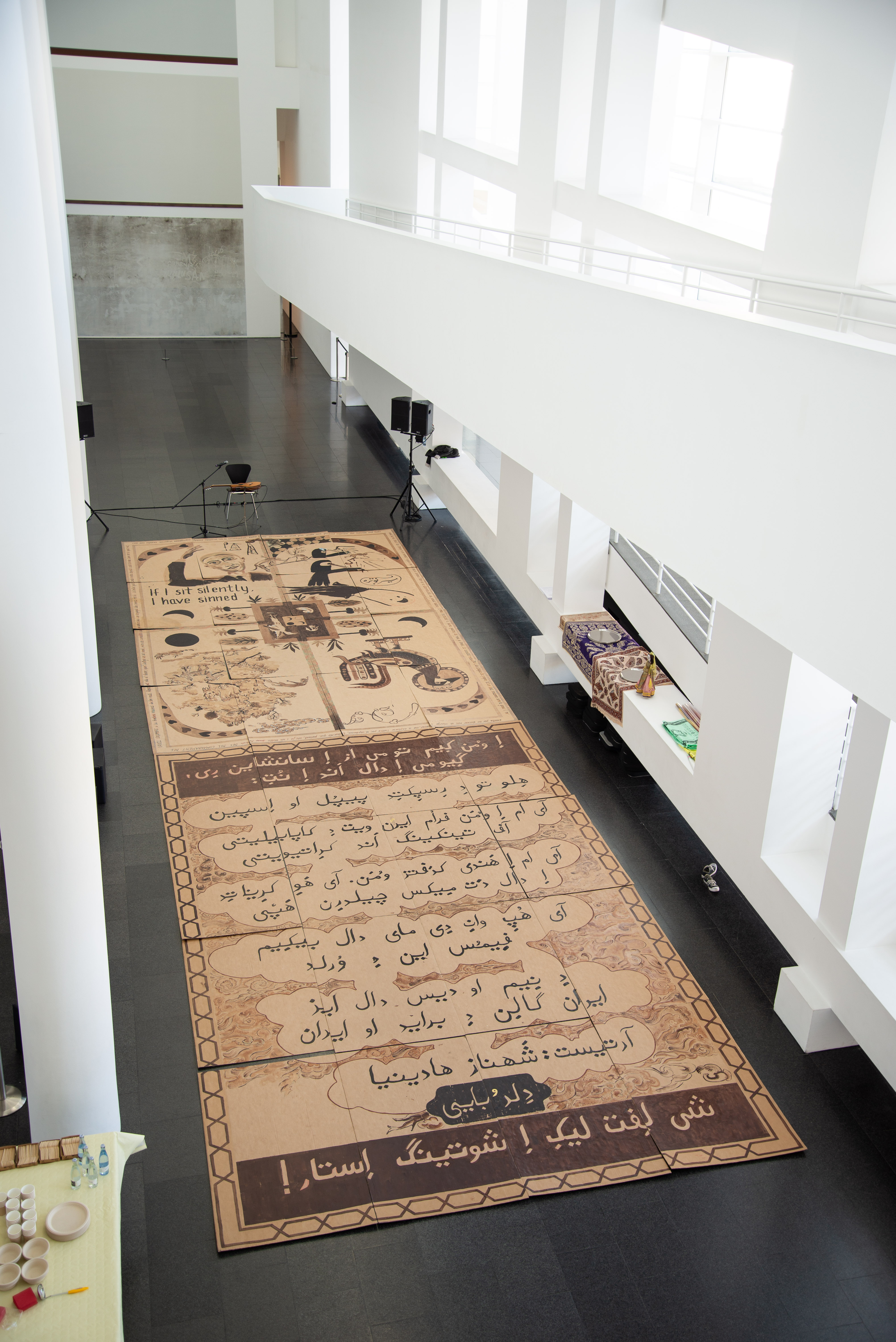
Baharestan Carpet

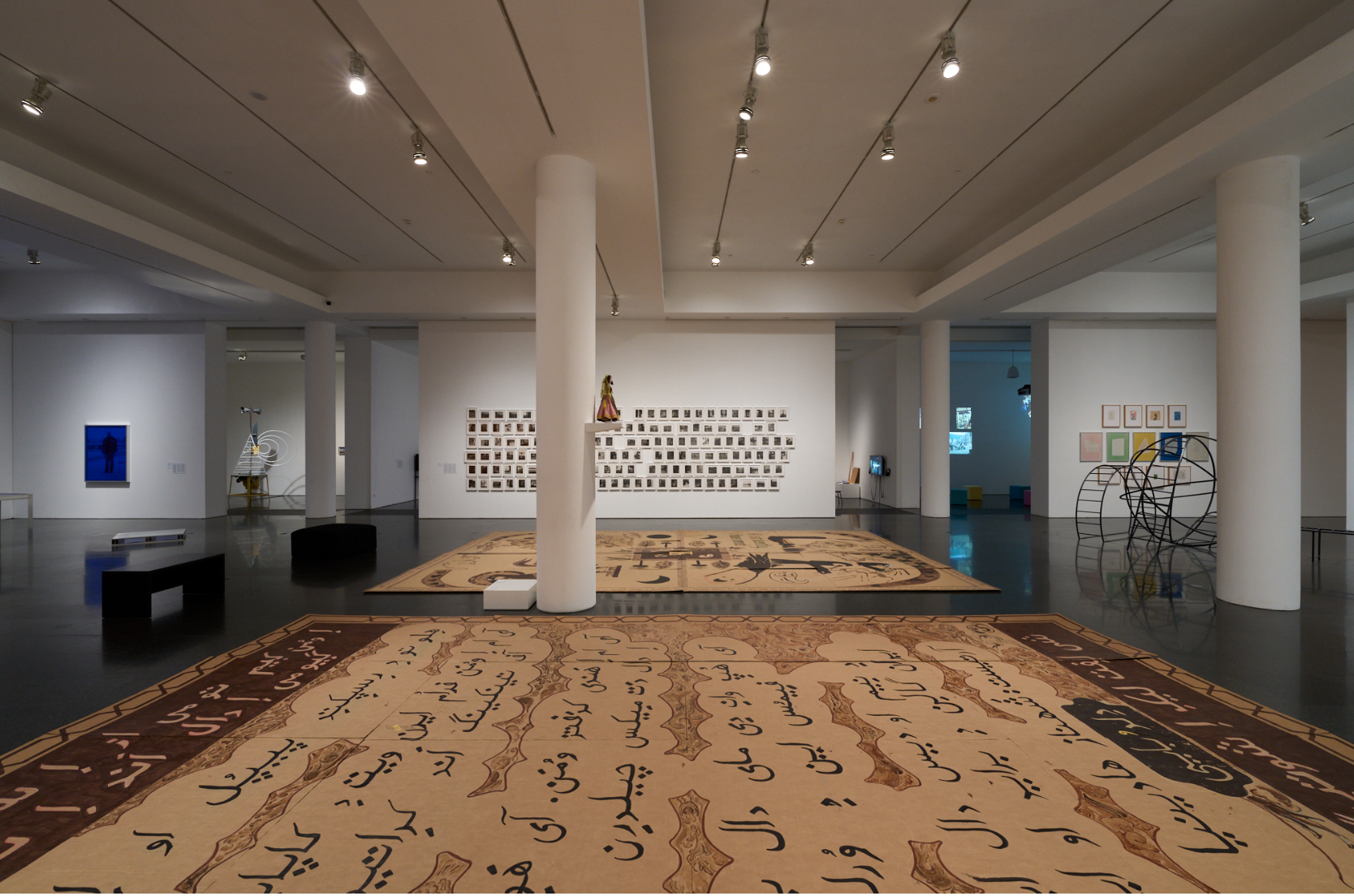
Baharestan Carpet - MacBa

## Becas y residencias
- 2022 - Grant for investigation, Generalitat de Catalunya, ES
- 2020-2021 - Stifung Kunstfonds, Arbeitsstipendium, Bonn, DE
- 2019 - Aria Residency, Tehran, IRN
- 2018 - Kooshk Art Residency, Tehran, IRN
- 2016 - CAMM, Bamako, ML - Kulturaustausch-Global-Stipendium Bildende Kunst, Berlin
- 2014 - Endjavi-Barbé Art Projects, Shiraz, IRN
  - AC/E, Acción Cultural Española, Ministerio España
- 2008 - FAAP – Fundação Armando Alvares Penteado, Sao Paulo, BR
  - Projektstipendium Bildende Kunst of Berliner Senat, GER
  - Project Grant, Centro Cultural Montehermoso, Vitoria, SP
- 2007 - Le Plateau, FRAC d’Île-de-France y Cité des Arts, FR
  - BIAP – Platform China International Artist Residency, Peking, CN
- 2006 - Goldrausch Künstlerinnenprojekt, Berlin, GER
  - Het Blauwe Huis, IJburg, Amsterdam, NL
- 2004 - Fundación Botín, Santander, SP
- 2003 - Grant for foreign artists, Generalitat de Catalunya, SP
- 2002 - Studio Program, Triangle Arts Association, World Trade Center, New York City
- 1998-99 - P.S.1-Grant, Studio Program, New York City, US
- 1997 - art3 – Centre d’Art Contemporain, Valence, FR
- 1996 - Clowns Without Borders, CPR-Sierra, Guatemala, GT

## Exposiciones individuales[6]
- 2018 - Baharestan carpet, Galerie Anne Barrault, Paris, FR
- 2017 - D'ICI À ICI, Hans & Fritz Contemporary, Barcelona, ES
- 2016 - Tere optimiste, art3, Valence, FR
- 2014 - Holy days, Art at Work, Torino, IT
- 2013 - We are insane because we are poor, Halfhouse, Barcelona
- 2013 - Le ha dao un aire, La Fragua, Belalcazar, ES
- 2012 - Ghost Parade, KijkRuimte, Amsterdam, NL
- 2011 - El riu segueix el seu curs_ Maa tere manalen, Bòlit- Sant.Nicolau, Girona, ES
- 2011 - Le fleuve suit sont cours, Galerie Anne Barrault, París
- 2009 - Myhrr en la Fundación Joan Miró, Barcelona[7]
- 2009 - Maa tere manalen, Project Room, Galeria Toni Tàpies, Arco, Madrid, ES
- 2009 - Maa tere manalen, Frac-Bourgogne, Dijon, FR (cat.)
- 2008 - Karma Allumé, Galeria Toni Tàpies, Barcelona, ES
- 2008 - Love Kamikaze, Instituto Cervantes, Beijing, CN (cat.)
- 2006 - Tere Recarens, Espacio 5 Centro de Arte Contemporáneo de Malaga, ES (cat.)
- 2005 - T'Team , Galería Toni Tàpies, Barcelona, ES (cat.)
- 2004 - Shooting Star, Galleria Maze, Turín, IT
- 2004 - Blind Man's Bluff, Invaliden 1, Berlin, DE
- 2004 - 19 març 2014, Arts Santa Monica, Barcelona, ES (cat.)
- 2003 - Finger Flip, Parker's Box, Nueva York, US
- 2002 - ETC., Galeria Toni Tàpies, Barcelona, ES
- 2001 - The 8 Mistakes, Galleria Maze, Turin, IT (cat.)
- 2000 - I Was Ready to Jump 1999, Festival A/D Werf, Utrecht, NL
- 2000 : In Love, Galeria Javier López, Madrid, ES
- 1999 - Ethereal, Hal, Amberes, BE
- 1997 - Prise de Terre, art3, Centre d'Art Contemporain, Valence, FR (cat.)
- 1996 - Terremoto, Capella de l'Antic Hospital, Barcelona, ES (cat.)
- 1994 - Te caerán los dientes, Espai 13, Fundación Joan Miró. ES (cat.)
- 1992 - La gallinita ciega, L'Artesà, Barcelona, ES.

## Exposiciones colectivas
- 2022 
  - - Col.lecció MACBA. Preludi. Intenció poética. MACBA Museum Barcelona.
  - LE GRAND SHOW at GLASSBOX, Paris. CHIEN, Gallerie Anne Barrault, Paris
  - 'Creatures Festival in Seville', Vives en una ciudad agrícola!/Plata, Seville _

- 2021 
  - - COMPLICITATS, Temple Romà de Vic
  - - J (e m)’accuse O LA MORT DE L’AUTOR, Mataro, ES _

- 2020 
  - - Ara Mateix: tot està per fer i tot és posible, LOOP, Arts Santa Monica, Barcelona
  - - Un momento atemporal, Tabacalera Madrid, ES -
  -  Acció. Una història provisional dels noranta. MACBA, Contemporay Art Museum Barcelona, Barcelona, ES
  - - The drawing lesson, Museu del paper, Capellades, ES
  - - 9 recorridos en vídeo por la Colección MUSAC, MUSAC, Leon, ES _

- 2019 
  - - Seeing artists voices, Saco Azul/Maus Hábitos, Porto, PT
  - - J (e m)’accuse O LA MORT DE L’AUTOR, Bòlit_St Nicolau y Bòlit_PouRodó, Girona, ES
  - - La Capella: 25 anys després. Escena 6. Barcelona, ES
  - - Open studio, Aria residence, Tehran, IRN
  - - Jamais au-dessus, ni même en dessous, éventuellement un peu à côté, mais toujours là. - Grande Galerie ISBA, Bensançon, FR
  - - Entusiasme. El repte i l’obstinació en la Col·lecció MACBA, Centre d’Art Maristany Sant Cugat i ACVic Centre d’Art Contemporani, Vic, Barcelona, ES _

- 2018 
  - - FIAC Hors les murs, Jardin des Tuileries, Paris, FR -
  - - ACCIDENTS NEVER HAPPEN, Hans & Fritz Contemporary/Nomad Lab, Cluj, RO - Pareidole Salon international du dessin, with Hans & Fritz Contemporary, Marseille, FR
  - PLAY, Stadsparcours voor Actuele Kunst, Kortrijk, BE
  - - Open Studio, Kooshk Art Residenci, Teheran, IRN
  - - Entusiasme, Col.lecció del MACBA. Espai d’Art i Creació Contemporanis, Catalunya _

- 2017 
  - - The little Match, Hans & Fritz Contemporary, Barcelona, ES
  - - Matèria Primera, Centre d’Art Contemporani Fabra i Coats, Barcelona, ES
  - - Entusiasme, El repte i l’obstinació en la col·lecció MACBA. Sala Josep Uclés, Centre Cultural el Carme, Barcelona, ES
  - - Belle saison, Galerie Anne Barrault, Paris, FR - PROTEST, Kunstverein Tiergarten/Galerie Nord, Berlin, DE _

- 2016 
  - - PUNK. Sus rastros en la creación contemporánea, MACBA, Museu contemporani de Barcelona, Barcelona i Museo Universitario del Chopo, Mejico MX
  - - Agency of living organisms, TABAKALERA, Centro Internacional de Cultura Contemporánea, San Sebastián, SP
  - - My friends and other animals, Galeria Travesia Cuatro, Madrid, ES
  - - SATT, 48 Stunden NeuKölln, Kirschsaal der Ev. Brüdergemeine, Berlin, DE
  - - Crosswords 3, Galerie Jordan/Seydoux, Berlin, DE _

- 2015 
  - - SOS, 48 Stunden Neukölln, Signlale, Zentraler Austellungsort, Neukölln Arcaden, Berlin - Everydayness, Alternativa Gallery, Gdanz, PL
  - - PUNK. Sus rastros en la creación contemporánea, CA2M– Centro de Arte Dos de Mayo, Móstoles, Madrid;
  - Artium, Centro-Museo Vasco de Arte Contemporáneo, Vitoria, ES _

- 2014 
  - - 19 Març 2014, Black box. White cube, CA2M – Centro de Arte Dos de Mayo, Móstoles, Madrid, ES _

- 2013 
  - - Die Kunst des urbanen Handelns, Rotor – Center for Contemporary Art, Graz, AT
  - - A Dilemma: Contemporary Art and Investment in Uncertainty, Arts Santa Mònica, Barcelona, ES _

- 2012 
  - LABEDOUZE, Institut Sup. des Beaux-Arts Besançon/Franche-Comté, Besançon, FR
  - Positioning Osmotic Impulses, Former Prison Neukölln, Berlin, DE
  - Au Boulot!?, Maison des Métallos, Paris, FR
  - Teatro de Anatomía, Entre gabinete de las maravillas y micro-salón, RMS El Espacio, Madrid, ES
  - The Secret Cabinet, KREUZBERG, Berlin, DE

- 2011 
  - Pseudoparadigmatika, WUK – Kunsthalle Exnergasse, Wien, AT
  - DESTINO: BERLIN / ZIELORT: BERLIN, Kunstquartier Bethanien, Berlin, DE (cat.)
  - The art urban intervention, Galerie Emila Filly, Ústí nad Labem, CZ

- 2010  
  - WNTRSLN, Parker’s Box, New YorkCity, US
  - Antes que todo, CA2M – Centro de Arte Dos de Mayo, Móstoles, Madrid, ES (cat.)
  - Coup de Ville, WARP – Contemporary Art Platform, Sint-Niklaas, BE (cat.)
  - Too far east is west!, Nadine – Laboratory for Contemporary Arts, Brüssel, BE

- 2009 
  - Steirischer herbst festival, Annenviertel ! Die Kunst des urbanen Handelns, Rotor, Graz, AU
  - Printemps de Septembre, LA09 – Espace Saint Cyprien, Toulouse, FR -
  - Temps com a matèria. Collecció MACBA, MACBA – Muséu d’Art Contemporani, Barcelona, ES
  - Un No por respuesta. Laboratorio 987, MUSAC – Muséo de Arte Contemporáno de Castilla y León
  - ‘Totale Partizipation_Radikale Entspannung’, Galerie IG Bildende Kunst, Wien, AU

- 2008 
  - ‘Hier wäre das Leben leicht.’, Art Laboratory Berlin, DE - Arte e investigación, Centro Cultural Montehermoso, Vitoria, ES _

- 2007 
  - No, future, Bloomberg Space, London, UK - Attitude, Galerie Iconoscope, Montpellier, FR -
  - Societe Anonyme, Le Plateau, FRAC d’Île-de-France, Paris, FR (cat.) _

- 2006 - E-Flux – Video Rental, Internationale Ausstellung  - 4th Berlin Biennale Happiness, Gagosian Gallery, Berlin, DE

- 2005 - ‘I’m travellin’ light’… ‘No, no you don’t travel light’, Gallery Spacement, Melbourne, AUS - The Gravity in Art, De Appel, Amsterdam, NL - Standards of Reality, Ben Maltz Gallery, Los Angeles, USA - Throb, Parker’s Box, New York City, USA - La insurrección invisible de un millón de mentes, Sala Rekalde, Bilbao, ES (cat.)

## Enseñanzas
- 2017-22 _ POSTDATA. Departement of Education at MACBA, Museu d’Art Contemporani de Barcelona, Barcelona, ES
- 2011-12  Guest Professor at ESAAA – École Supérieure d’Art de l’Agglomération d’Annecy, FR
- 2010 - Guest Artist at HISK – Higher Institute for Fine Arts, Ghent, BE. Lecture and studio meetings with students.

## Talleres en Universidades o con estudiantes de arte
- 2016 _ CAMM-BFK, ‘Maa Mali manalen’, Conservatoire des Arts et Métiers Multimédia Balla Fasseké Kouyaté, Bamako, Mali - Rebel Poetry, Escola Massana – Centre d’Art i Disseny, Barcelona with Art Students.
- 2012 - Dernière Importation, GlogauAIR, Berlin, with ESAAA Art Students.
- 2011 - ETRANGERS, École régionale des beaux-arts de Besançon, with Art Students - SPORTWORKSHOP, École Supérieure d’Art de l’Agglomération d’Annecy, with Art Students.

## Formación
- 1993–94 3è cycle, École supérieure d’art et de design – INSEAMM, Marseille, FR
- 1991–92 École Supérieure d'Art de Grenoble, FR
- 1983–89 Fine Arts and Design at Escola Massana – Centre d'Art i Disseny, Barcelona.